# Apanteles gitebe
Apanteles gitebe är en stekelart som beskrevs av De Saeger 1944. Apanteles gitebe ingår i släktet Apanteles och familjen bracksteklar. Inga underarter finns listade i Catalogue of Life.